# Nicolas Démoulin
Pour les articles homonymes, voir Démoulin.
Nicolas Démoulin, né le 22 juillet 1972 à Bordeaux, est un homme politique français.
Membre de La République en marche (LREM), il est élu député dans la 8e circonscription de l'Hérault lors des élections législatives de 2017.
À partir de 2018, il est vice-président du groupe LREM à l'Assemblée nationale, chargé de la communication.

## Biographie
Né le 22 juillet 1972 à Bordeaux, il est issu d'une famille de six enfants, marié et père de deux enfants. Il passe son enfance à Assas village situé dans l'Hérault au Nord de Montpellier. Il poursuit ses études au Lycée Joffre à Montpellier.
Diplômé d'un DUT de techniques de commercialisation à Montpellier en 1993, il crée son entreprise de communication à l'âge de 22 ans en 1994.
Jamais encarté, en avril 2016 il adhère au mouvement En Marche d'Emmanuel Macron, il crée son comité En marche en septembre 2017 et devient directeur territorial du mouvement En marche 34. Il est investi par le mouvement En Marche pour l'élection législative de 2017 sur la 8e circonscription de l'Hérault qui comprend le canton de Montpellier-10, celui de Pignan et enfin celui de Frontignan.
Le 18 juin 2017, il est élu député de la 8e circonscription de l'Hérault, avec 62,85 % des voix, contre un candidat du Front national.
Il siège à la commission des Affaires économiques de l'Assemblée Nationale présidée par Roland Lescure.
En octobre 2018, après l'élection de Gilles Le Gendre comme président du groupe La République en marche, il devient vice-président du groupe chargé de la communication, avec notamment pour mission d’accompagner les prises de parole des députés à l’échelle locale,. Challenges indique que sa nomination « illustre la volonté de la nouvelle direction de reprendre en main la communication des députés LREM ». Contexte relève qu'« il avait plutôt soutenu Roland Lescure pour la présidence du groupe ». En septembre 2019, à la suite de la réélection de Gilles Le Gendre à la présidence du groupe LREM, il est le seul député reconduit dans ses fonctions de vice-président, dans le cadre desquelles il assure la communication interne et l'accompagnement des députés et de leurs équipes[réf. nécessaire].

## Décoration
- Chevalier de l'ordre national du Mérite (nommé par décret du 7 juin 2024)[7]